# Федун Олексій Леонідович
Олексі́й Леоні́дович Феду́н (нар. 24 серпня 1962, м. Київ) — український політик. Народний депутат України 5-го скликання від Блоку «Наша Україна». Народний депутат України 6-го скликання від Партії регіонів.

## Освіта
З 1980 по 1985 рік навчався у Київському вищому військовому інженерному училищу зв'язку імені Калініна, спеціальність — «електропровідний зв'язок», кваліфікація — «військовий інженер електропровідного зв'язку». З 1999 по 2001 рік навчався в магістратурі Київського національного економічного університету, спеціальність — «економіка підприємства», кваліфікація — «магістр бізнес адміністрування».

## Трудова діяльність
У 1980 році працював у Київському вищому військовому інженерному училищі зв'язку імені Калініна техніком навчально-виробничої майстерні.
З 1985 по 1991 рік — служба у Збройних Силах СРСР, звільнений в запас у званні капітана.
З 1991 по 1992 рік — водій транспортної ділянки Науково-виробничого малого підприємства «Мельпомена».
З 1992 по 1997 рік — директор Малого підприємства «Аргос».
З 1997 по 1999 рік — на різних керівних посадах у Закритому акціонерному товаристві «Міжнародний Медіа Центр — СТБ». З 1999 року — президент Закритого акціонерного товариства «Міжнародний Медіа Центр — СТБ», а з 2001 по 2004 рік — голова правління Закритого акціонерного товариства «Міжнародний Медіа Центр — СТБ».
З 2004 по травень 2006 року — голова Адміністративної ради ТОВ «ІФД КапіталЪ».

## Політична діяльність
Член Партії регіонів.
Квітень 2002 — кандидат у народні депутати України від Партії зелених України, № 12 в списку. На час виборів: голова правління ЗАТ «Міжнародний медіа центр СТБ», член ПЗУ.
Народний депутат України 5-го скликання з квітня 2006 до листопада 2007 від Блоку «Наша Україна», № 66 в списку. На час виборів: голова адміністративної ради ТОВ «ІФД КапіталЪ», безпартійний. Член фракції Блоку «Наша Україна» (квітень 2006 — квітень 2007). Заступник голови Комітету з питань свободи слова та інформації (з липня 2006).
Народний депутат України 6-го скликання з червня 2008 до грудня 2012 від Партії регіонів, № 177 в списку. На час виборів: народний депутат України, безпартійний. Член фракції Партії регіонів (з червня 2008). Член Комітету з питань свободи слова та інформації (з вересня 2008).
10 серпня 2012 року у другому читанні проголосував за Закон України «Про засади державної мовної політики», який суперечить Конституції України, не має фінансово-економічного обґрунтування і спрямований на знищення української мови. Закон було прийнято із порушеннями регламенту.